# System 6
System 6 är ett operativsystem skapat för Macintoshdatorer. Operativsystemet släpptes i september 1988 och ersattes så småningom av System 7.

## Särdrag och nyheter
Systemet var en konsolidering av de tidigare versionerna System 4 och System 5. Det stabiliserade bland annat användandet av multikörningsmiljön Multifinder (av Apple skrivet som MultiFinder), som introducerats i och med System 5.
Bland systemnyheterna fanns:
- Macromaker (av Apple skrivet MacroMaker), ett primitivt verktyg för att spela in sekvenser av mus- och tangentkommandon som "makron" och kunna ge sekvenserna snabbkommandon.[1] Macromakers begränsningar banade vägen för utvecklingen av Applescript.
- Stöd för den nya skrivaren Apple Imagewriter LQ och olika Postscript-skrivare.
- Stöd för upp till 8 megabyte internminne, dock utan stöd för virtuellt minne (det kom med System 7)